# Kozue Kimura
Takahiro Kimura (jap. 木村こず恵 Kozue Kimura; ur. 25 lutego 1975) - japońska zapaśniczka w stylu wolnym. Srebrna medalistka mistrzostw świata w 1995. Druga w mistrzostwach Azji w 1996. Mistrzyni świata juniorów z 1993 roku.